# Kucze (Mrągowo)
Pour les articles homonymes, voir Kucze.
Kucze est un village de Pologne, située dans le gmina de Mrągowo, dans le powiat de Mrągowo, dans la voïvodie de Varmie-Mazurie.
Jusqu'en 2023, le village faisait partie du village de Kosewo.